# Saint-Aubin-des-Châteaux
Saint-Aubin-des-Châteaux är en kommun i departementet Loire-Atlantique i regionen Pays de la Loire i nordvästra Frankrike. Kommunen ligger i kantonen Châteaubriant som tillhör arrondissementet Châteaubriant. År 2022 hade Saint-Aubin-des-Châteaux 1 749 invånare.

## Befolkningsutveckling
Antalet invånare i kommunen Saint-Aubin-des-Châteaux
| Referens: INSEE |